# Capitano generale

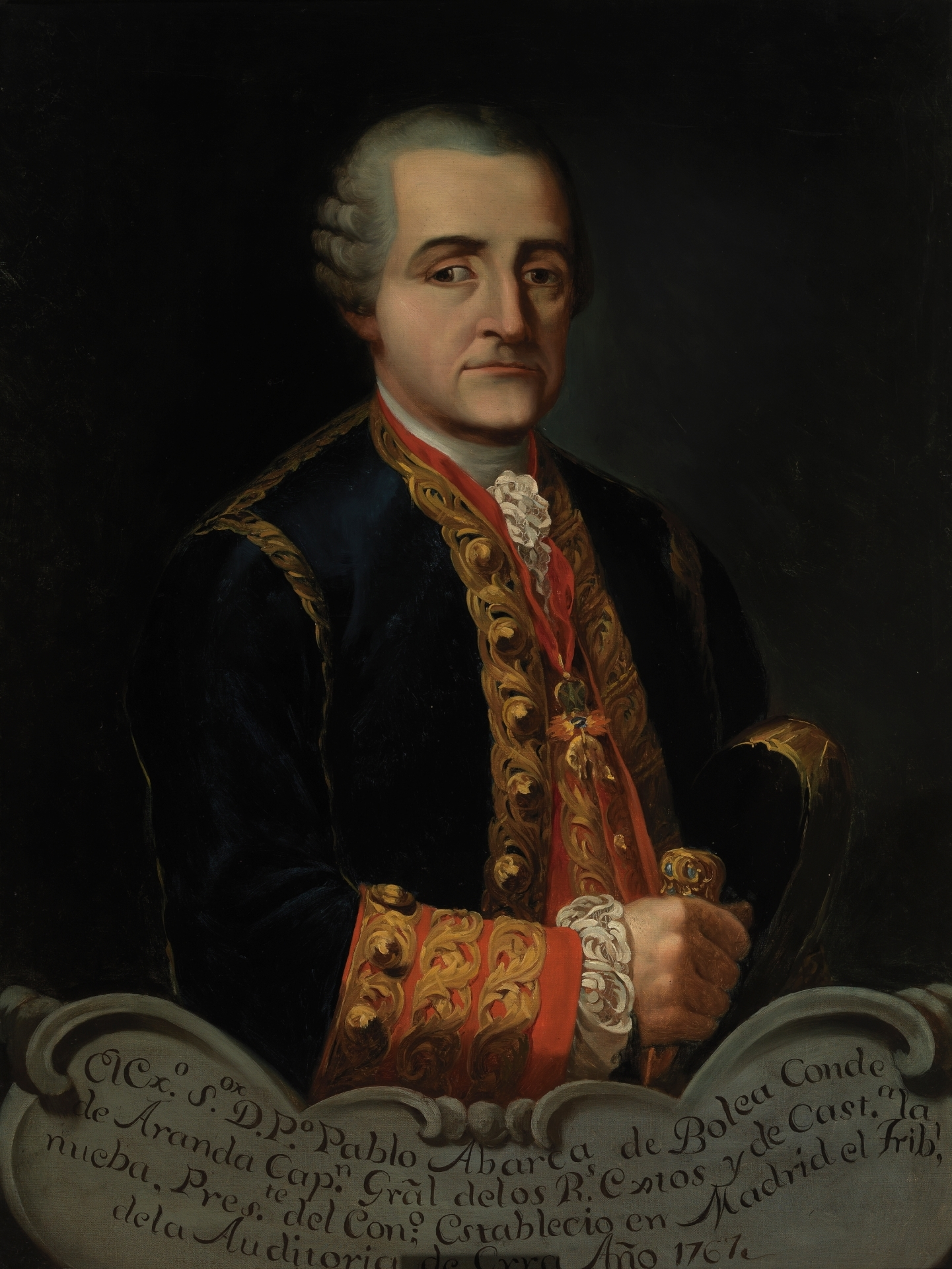
Pedro de Aranda, Capitano generale di Valencia

Capitano generale è un alto grado militare riservato agli ufficiali generali, apparso nel XIV secolo. Il termine indicava il comandante in capo di un esercito o di una flotta, che divenne sempre meno usato e nel XVIII secolo sostituito con il termine generale o feldmaresciallo fino a scomparire quasi del tutto in Europa dopo le guerre napoleoniche eccetto che in Spagna e nelle sue ex colonie.
Capitano generale era anche il titolo di governatore di una capitaneria, che era un tipo di divisione amministrativa storica dell'impero spagnolo e dell'impero portoghese.

## Repubblica di Venezia
Nella Repubblica di Venezia indicava il comandante in capo della flotta in guerra.

## Gran Bretagna
Dal 30 giugno al 22 ottobre 1513, Caterina d'Aragona detenne la carica di capitano generale delle forze del Regno in qualità di reggente d'Inghilterra. La carica venne retta dal Duca di Marlborough dal 1702 al 1711 e nuovamente dal 1714 al 1717 e dal Duca di Cumberland nel 1745.

## Olanda
Maurizio di Nassau ricevette il titolo di "capitano generale dell'Unione" e "ammiraglio generale" nel 1587, che, come il titolo di Statolder,  divenne ereditario per la Casa d'Orange-Nassau, fin quando venne abolito dagli Stati generali nel 1786.

## Spagna
Prima della fine del XV secolo, il grado, oltre al comandante in capo dell'Esercito reale spagnolo, veniva assegnato anche al comandante di varie armi o corpi militari specializzati (artiglieria, guardie reali, etc.) segnalando l'indipendenza di tale particolare corpi.
Prima della caduta del Regno di Granada, avvenuta nel 1492, il titolo veniva conferito anche ad alti ufficiali con piena giurisdizione militare in una regione; tali compiti e anche il titolo era per lo più unito alle più alte autorità civili dell'area. Tali ufficiali di solito agivano anche come comandanti delle truppe ed erano responsabili delle infrastrutture militari nella loro zona. L'ufficio di capitano generale come il più alto comandante territoriale è stato in vigore in Spagna fino all'inizio degli anni ottanta.
Alla fine del XVII secolo e l'inizio del XVIII il grado di capitano generale è stato creato nell'esercito e della Marina spagnola come il più alto grado nella gerarchia militare, sul modello del maresciallo di Francia. Nelle cerimonie ufficiali i monarchi spagnoli indossavano uniformi di capitano generale. 
Il grado di Capitán general è stato conferito, con Real Orden dell'8 ottobre 1908, alla Virgen del Pilar, Patrona della Spagna.
Il grado venne abolito dalla Seconda Repubblica spagnola per essere restaurato durante la guerra civile dal Generalissimo Franco il 18 luglio 1938, che nominò se stesso Capitan general in occasione del secondo anniversario della sollevazione dei nazionalisti contro il governo del Frente Popular.
Il titolo è stato assegnato al re Juan Carlos I nel 1975 e dal 1999 il rango è riservato al monarca regnante, come Capitano generale delle forze armate.

### Esercito
In casi eccezionali alcuni tenenti generali sono stati promossi al grado di capitán general, anche se più di un grado era una dignità protocollare e senza un effettivo incarico di comando. Tra loro si annoverano:
- José Moscardó Ituarte (1878-1956, promosso capitán general del Ejército postumo nel 1956
- Agustín Muñoz Grandes (1896-1970, promosso capitán general del Ejército nel 1957)
- Juan de Borbón (1913-1993, promosso capitán general de la Armada nel 1988)
- Ángel Salas Larrazábal (1906-1994, promosso capitán general del Ejército del Aire nel 1991)
- Manuel Gutiérrez Mellado (1912-1995, promosso capitán general del Ejército nel 1994)

### Marina
L'evoluzione del titolo di Capitán General de la Armada (Marina) è stata parallela a quella di Capitán General del Ejercito. Durante il XVI e il XVII secolo vi era il Capitán General de la Armada de la Mar Oceana e il Capitán-General de Galeras, rispettivamente per il comando in capo dell'Atlantico e del Mediterraneo. Tra i capitani generali della marineria spagnola Ferdinando Magellano, comandante della flotta che ha effettuato la prima circumnavigazione del globo terrestre.
Dal 1750 vi fu un solo Capitán general, nominato dal re, ed era comandante in capo della Real Armada Española, con pieni poteri giurisdizionali. Il comandante in seconda della flotta era un Almirante (ammiraglio), nominato dal capitano generale e responsabile del naviglio della squadra. Il primo capitano generale fu Juan José Navarro.
Anche un italiano lo fu, l'ammiraglio Gravina nato a Palermo e promosso al grado di Capitan general de la Armada nel 1805 dopo la battaglia di Trafalgar, in cui subì una ferita al braccio sinistro che, non curata adeguatamente, lo portò alla morte l'anno dopo. Dal 1874 lo furono solo i monarchi spagnoli, ex officio, o delle personalità, ad honorem.
Durante il regime franchista a detenere il rango di Capitán General de la Armada sono stati il Caudillo, Francisco Franco e, post mortem, l'ammiraglio Luis Carrero Blanco.
Nel 1992 re Juan Carlos nominò il padre Giovanni di Borbone-Spagna, capitano generale dell'Armada ad honorem.

### Aviazione
Il primo Capitán General del Ejército del Aire de España fu dal 7 ottobre 1939, Franco. Da allora oltre ai due monarchi, il grado è stato conferito post mortem all'aviatore Ángel Salas Larrazábal il 26 aprile 1991.

### Distintivi di grado

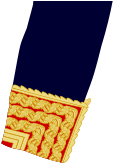
XIX secolo
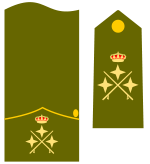
Inizio XX secolo-1931
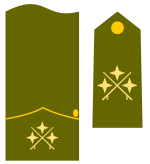
1931-1939
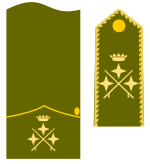
1939-1943
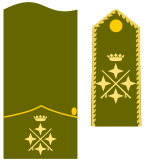
1943-1975
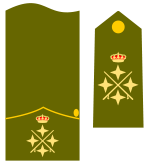
1975-1986
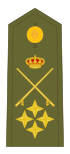
1986-1999
attuale dal 1999

### Distintivi di grado attuali

controspallina di Capitan general del Ejército de Tierra
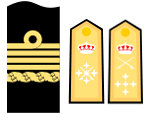
controspallina e paramano Capitan general de la Armada
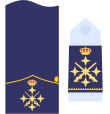
controspallina e paramano di Capitan general del Ejército del Aire

### Regno delle Due Sicilie
Nel Real Esercito del Regno delle Due Sicilie, legato alla Spagna per motivi dinastici, il grado di Capitano generale era il più alto della gerarchia militare, superiore a Tenente generale, che era il grado immediatamente inferiore. Il distintivo di grado era costituito da due spalline con ricamo dorato con corona e tree gigli in oro.

## Cile
Dopo l'indipendenza dalla Spagna il Cile mantenne questo grado militare per identificare i capi militari di una delle sue forze armate che assumevano contemporaneamente la carica di capo dello stato. Coloro che hanno raggiunto tale carica sono stati:
- Bernardo O'Higgins nel 1817: Director supremo (capo dello stato) e comandante in capo dell'Esercito del Cile.
- Ramón Freire nel 1823: successore di O'Higgins, comandante in capo dell'esercito, che fu a capo dell'insurrezione che depose O'Higgins costringendolo all'esilio e nominato capo dello stato ad interim.
- Augusto Pinochet nel 1982: In qualita di Comandante in capo dell'Esercito fu a capo della giunta militare che rovesciò il Presidente Salvador Allende in seguito al colpo di stato del 1973, con il quale il suo status era quello di generalissimo, carica di capo dello stato che venne ratificata con un decreto legge il 16 dicembre 1974, con il quale assumeva, de facto, la carica di Presidente. In seguito alla modifica della costituzione nel 1980 Pinochet assumeva la carica di Presidente della Repubblica de iure assumendo, nel 1982, anche il rango di Capitán General de Chile. Dopo aver ceduto la carica di Presidente del Cile nel 1990, avendo mantenuto la carica di Comandante in capo dell'Esercito dall'11 marzo 1990 al 10 marzo 1998, dopo aver abbandonato la presidenza conservò tale titolo onorifico.

Alcuni militari che furono figure rilevanti nella storia militare cilena ricevettro ad honorem il titolo di Capitán general senza essere capo dello stato:
- José de San Martín: Designato nel 1820 in seguito alla nomina quale comandante della Expedición Libertadora del Perú.
- Manuel Baquedano: Capo provvisorio del governo cileno dal 29 al 31 agosto 1891, mentre esercitava il ruolo di comandante in capo dell'esercito, venne nominato Capitán general al ritorno vittorioso dalla Guerra del Pacífico.

Controspallina di Capitán general del Ejercito de Chile

Altri comandanti in capo dell'esercito o della marina, come nel caso dell'ammiraglio Blanco Encalada, furono allo stesso tempo capi dello stato senza tuttavia raggiungere il grado di Capitán general:
- Manuel Blanco Encalada (ammiraglio, primo comandante in capo della Armada de Chile e primo presidente della repubblica cilena)
- Francisco Antonio Pinto
- José Joaquín Prieto
- Manuel Bulnes
- Jorge Montt
- Luis Altamirano
- Pedro Pablo Dartnell
- Carlos Ibáñez del Campo
- Bartolomé Blanche

## Stato Pontificio
Nello Stato Pontificio il Capitano generale della Chiesa era de facto il comandante in capo delle armate armate pontificie durante il Medioevo. Tale ruolo era solitamente concesso a un nobile italiano che godesse di professionalità militare acclarata e di reputazione irreprensibile. Nel tempo divenne un incarico vero e proprio, trasmesso senza soluzione di continuità per diversi secoli. Era tradizione per il Capitano generale della Chiesa portare un bastone da maresciallo, simbolo del suo comando, che veniva annualmente benedetto dal pontefice. Diversamente dal Capitano generale, il Gonfaloniere di Santa Romana Chiesa, oltre ad essere un cerimoniere onorario, era anche il responsabile della tattica militare da adottare in battaglia.
Le figure del gonfaloniere e del Capitano generale della Chiesa vennero abolite da Papa Innocenzo XI che le sostituì con la figura del Vessilifero di Santa Romana Chiesa.

## Impero spagnolo
Le capitanerie (capitanías in spagnolo) erano divisioni amministrative e militari nelle Americhe e nelle Filippine, stabilite in zone a rischio di attacchi di altre potenze oppure di indigeni. Potevano essere costituite da una sola provincia o diversi gruppi. Le capitanerie erano governate da un capitano generale, che aveva due distinti titoli: uno militare che gli dava il comando delle forze regionali, e uno civile che gli conferiva il posto di presidenza della audiencia quando era presente nella capitale provinciale. I poteri specifici di un governatore cambiavano in base al luogo e al periodo, e venivano regolati dai decreti della capitaneria. Le capitanerie vennero sostituite dai vicereami e vennero incorporate in questi ultimi nella metà del 1600.
Il Capitano generale allo stesso tempo era: el mismo personero era:
- Capo político e amministrativo: "gobernador"
- Comandante militare: "Capitán general"
- Capo del tribunale superiore: "Presidente de la Real Audiencia".

Alcune capitanerie, come quelle del Guatemala, Cile e Venezuela vennero separate dai vicereami rispettivi per essere amministrate al meglio. Anche se erano soggetti alla giurisdizione dei viceré i capitani erano praticamente indipendenti in quanto avevano funzioni militari speciali e potevano gestire i propri affari direttamente con il Re spagnolo e con il consiglio delle Indie a Madrid.

### Capitanerie spagnole
- Porto Rico (1580).
- Nuova Spagna (1524), diventata poi vicereame nel 1535.
- Perù (1528), diventata poi vicereame nel 1542.
- Santo Domingo (1540)
- Cile (1541), a causa della guerra di Arauco. Nel 1789 venne divisa dal vicereame del Perù.
- Guatemala (1560), diventata capitaneria nel 1609.
- Yucatán (1564), che comprendeva anche Campeche e Quintana Roo. Nel 1786 venne fondata una Intendencia.
- Filippine (1565)
- Nuovo Regno di Granada (1563), diventato vicereame nel 1717.
- Capitaneria generale di Cuba (1764), che includeva la Louisiana acquistata dalla Francia nel 1763 e la Florida dopo il 1784. Cuba venne separata da Nuova Spagna dopo l'indipendenza del Messico.
- Capitaneria generale del Venezuela (1777), divisa dal vicereame della Nuova Granada.
- Comando generale delle provincie interne (1776), analoga a una capitaneria ma dipendente economicamente dalla Nuova Spagna.

## Capitán general in Argentina
Dopo l'indipendenza argentina i governatori autonomi delle distinte provincie assunsero il titolo di capitani generali nelle loro giurisdizioni. Dopo l'unificazione del paese la carica andò in disuso e attualmente in Argentina tale carica non esiste.

## Capitán general di El Salvador
- Gerardo Barrios nominato nel 1859 Capitán general de El Salvador, che tra il 1859 e il 1863 assunse la carica di presidente di El Salvador.

## Capitán general de Honduras
L'unico honduregno che ha ostentato questo rango militare fu José María Medina, che in sette occasioni è stato presidente dell'Honduras.

## Capitán general in México
- José María Morelos Capitán general tra il 1810 e il 1813 e Generalissimo dal 1813 al 1815.
- Ignacio Allende Capitán general tra il 1810 il 1811.

## Capitán general in Venezuela
- Simón Bolívar nel 1813.[6]

## Portogallo
Il titolo di Capitano generale fu assegnato, nel 1508, al comandante generale delle ordinanze organizzato dal re Manuele I del Portogallo.
Dopo la Guerra di restaurazione portoghese, il titolo di Capitano generale delle Esercito del Regno fu attribuito al comandante in capo dell'esercito portoghese, al quale erano subordinati i governatori delle armi, responsabili del comando dell'esercito di ciascuna provincia. La carica di capitano generale fu sostituita da quella di maresciallo generale nel 1762.
Allo stesso modo, il titolo di Capitano generale della Regia Marina dei galeoni del Mare Oceano - chiamato anche semplicemente Capitano generale della Regia Marina o Capitano generale dei galeoni - era il titolo di comandante in capo della Marina portoghese nel XVII e XVIII sec. La funzione di Capitano Generale della Regia marina, succedette, dalla Guerra di restaurazione, a quella di Capitano-Mor del Mare, creata nel 1373 da Re Ferdinando I del Portogallo. La carica fu estinta da Maria I del Portogallo nel 1788, diventando il suo responsabilità precedenti attribuite, essenzialmente, al Segretario di Stato per la Marina.